# Ludvig Larsson
Ludvig Larsson, född 16 februari 1860 i Färingtofta socken, Kristianstads län, död 1 september 1933 i Lund, var en svensk filolog och läroverkslektor.
Larsson studerade vid Lunds och Köpenhamns universitet och var Tegnér-Oehlenschlägerstipendiat. Han blev filosofie kandidat 1879, filosofie licentiat 1883 och filosofie doktor 1886. Han var lektor i modersmål och tyska i Växjö 1893–1925 och inspektor vid folkskollärarseminariet i Växjö 1912–14. Han var ledamot av Växjö stifts domkapitel 1893–1925. Han invaldes som ledamot av Det Nordiske Oldskriftselskab 1894, hedersledamot av Smålands nation i Lund 1923 och av Hyltén-Cavalliusföreningen i Växjö 1925. Han utgav Minnen från Växjö läroverk (1928).